# Đợt nóng
Một đợt nóng (hay còn gọi là sóng nhiệt, đợt không khí nóng) là một giai đoạn thời tiết nóng một cách quá mức, có thể đi kèm với độ ẩm cao, đặc biệt là tại các quốc gia có khí hậu đại dương. Dù có nhiều định nghĩa nhưng một cơn sóng nhiệt được tính toán tùy theo thời tiết thông thường ở khu vực và tùy theo nhiệt độ bình thường của mùa. Nhiệt độ mà những người ở vùng khí hậu nóng hơn coi là bình thường có thể được coi là một cơn sóng nhiệt ở khu vực lạnh hơn nếu chúng vượt ra ngoài mô hình khí hậu thông thường của khu vực đó.
Thuật ngữ này được áp dụng cho cả các biến thể thời tiết nóng và cả tình trạng nóng bất thường, thứ có thể chỉ xảy ra một lần trong một thế kỷ. Các cơn sóng nhiệt gay gắt đã gây ra các đợt mất mùa nghiêm trọng, hàng ngàn người chết vì thân nhiệt tăng cao, và mất điện trên diện rộng do tăng mức sử dụng điều hòa nhiệt độ. Một cơn sóng nhiệt được coi là thời tiết cực đoan, và là một mối nguy bởi vì nhiệt và ánh sáng mặt trời có thể làm cơ thể con người bị sốc nhiệt.